# Brandenburgisches Textilmuseum Forst (Lausitz)
Das Brandenburgische Textilmuseum Forst (Lausitz) befasst sich mit dem Tuchmacherhandwerk in Deutschland. Es wurde im August 1995 eröffnet. Das Museum war eines der ersten Mitglieder im Museumsverband des Landes Brandenburg.
Forst (Lausitz) war bis 1989 eine der führenden ostdeutschen Textilstädte. Die Textilindustrie galt neben dem Energiesektor als wichtigster Industriezweig der gesamten Niederlausitz, mit entscheidender Ausstrahlung auf ganz Deutschland. 1927 wurde die Stadt folgendermaßen beschrieben:
«Ein Wald von Schornsteinen mit langen Rauchfahnen bildet die charakteristische Silhouette dieser Stadt. Fabrik reiht sich an Fabrik, ganze Viertel bedeckend in allen Stadtteilen. Lokomotiven durchfahren die Straßen und schleppen Waggon um Waggon, auf Rollböcke gesetzt, in die zahllosen Fabrikhöfe. Überall das Sausen des Weberschiffchens, das Klappern der Stühle; Dampf pufft aus, Kohlenstaub wirbelt umher.»
Das Museum befindet sich in einem denkmalgeschützten Tuchfabrikkomplex von 1896/97. Die historischen Textilmaschinen stammen vorrangig aus der ersten Hälfte des 20. Jahrhunderts. Bis 2020 war der Höhepunkt der Dauerausstellung die sog. Tuchmacherschauwerkstatt. Seit 2021 wird das ehemalige Brandenburgische Textilmuseum mit Fördermitteln aus dem Bundesprojekt Nationale Projekte des Städtebaus umgebaut. Neben den baulichen Maßnahmen wird auch das gesamte Museum inhaltlich neu geplant.
Nach einer EU-weiten Ausschreibung wurde die Krekeler Architekten Generalplaner 2018 mit der Sanierung und Weiterentwicklung des Brandenburgischen Textilmuseums beauftragt. Der Aus- und Umbau begann Ende 2021, wobei historische Spuren erhalten werden und die Nutzung an die historischen Gegebenheiten angepasst wird.

## Leitlinie des neuen Museums

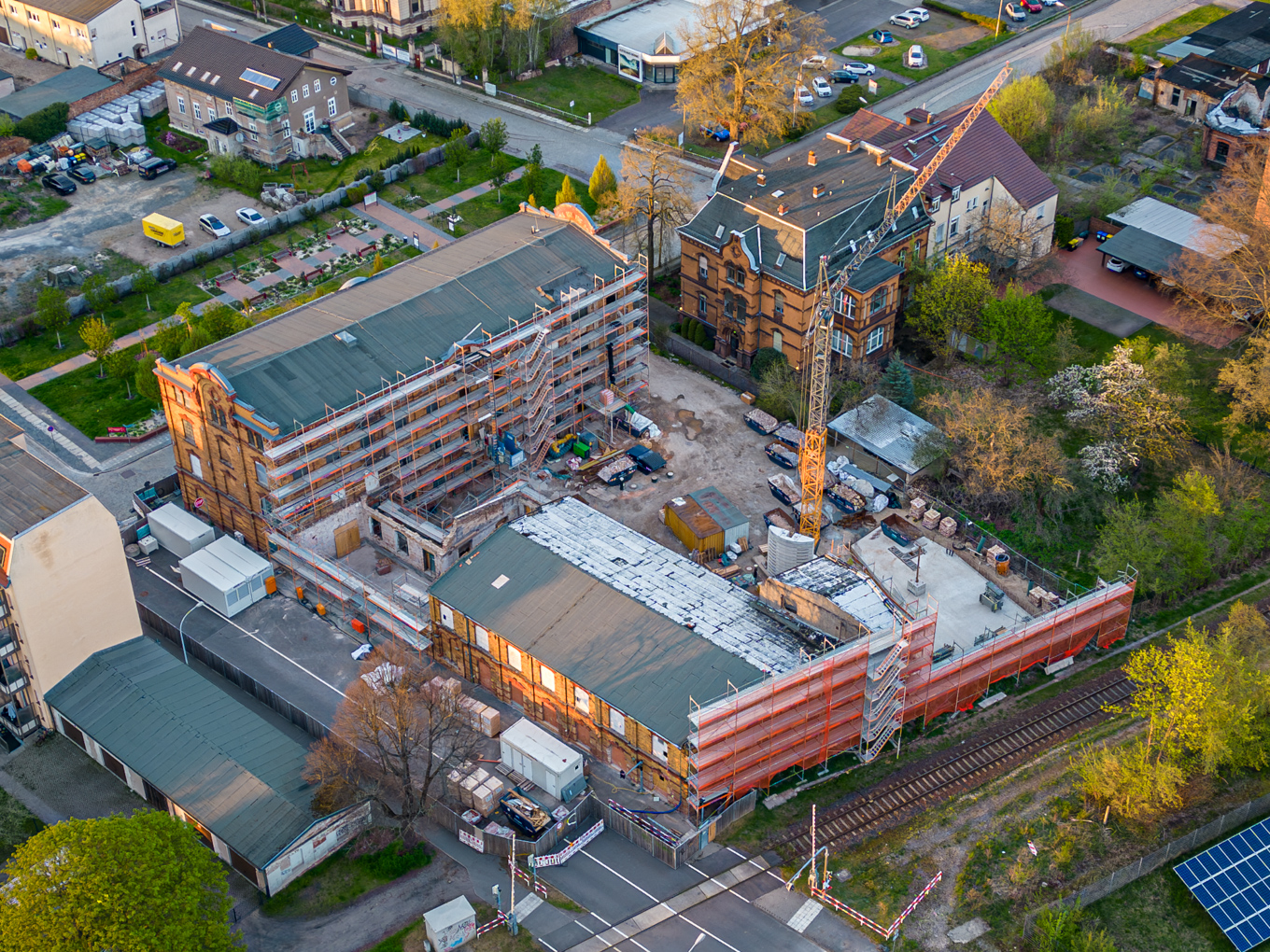
Baustelle des Museums aus der Luft, 2023

In einer umfassenden Gesamtkonzeption für den Neustart des Museums wurde eine übergreifende Leitlinie für die zukünftige Ausrichtung des Hauses erarbeitet. Sie lautet:
«Das Forster Museum ist ein Industriemuseum und zeigt den Wandel der Region. Dies erfolgt in den zentralen wirtschaftlichen Bereichen, der Textilindustrie und dem Kohleabbau und damit einhergehend im Bereich der Infrastruktur. Die Darstellung des Wandels umfasst die Stadt und die Region vom 19. Jahrhundert bis heute.»

## Geschichte des Museums

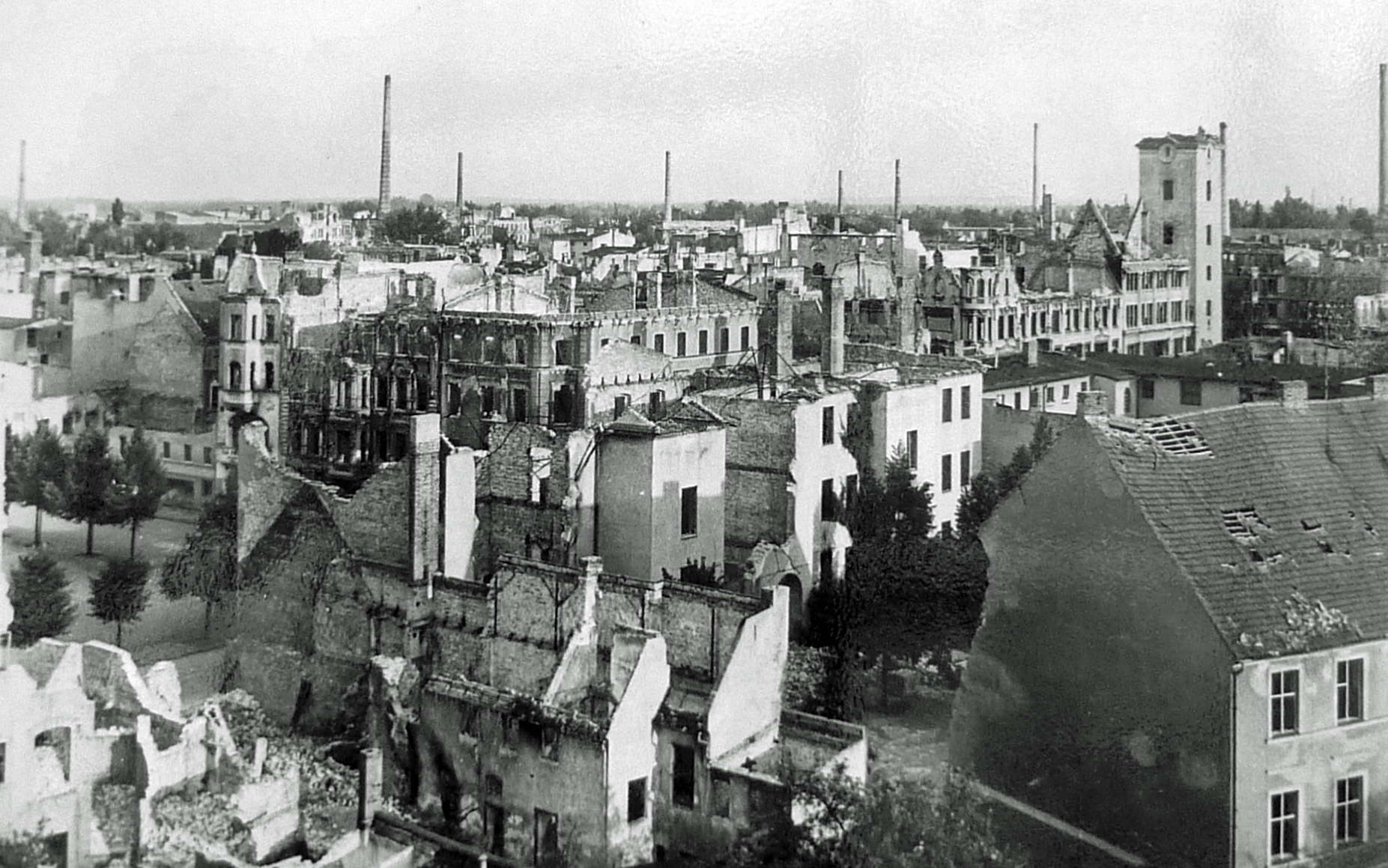
Veranschaulichung der kriegsbedingten Zerstörung der Stadt Forst (Lausitz)

### Anfänge ab dem ausgehenden 19. Jahrhundert
1898 wurde das Forster Museum mit der Gründung des Vereins für die Geschichte der Stadt Forst i. L. ins Leben gerufen. Am Anfang lag der Fokus auf archäologischen Funden, die das Interesse an heimatgeschichtlicher Forschung weckten. Der Verein hatte das Ziel, die Kulturgeschichte der Stadt zu erforschen und darzustellen. Die Sammlung fand zunächst Platz im Schloss des Jahn von Bieberstein in der Kirchstraße.
1914 strebte man aufgrund von Platzmangel nach einem größeren Gebäude. 1930 wurde die Sammlung in das Alte Amt – erbaut 1521 als Schloss des Melchior von Bieberstein, später Amtshaus der Standesherrschaft Forst-Pförten unter der Familie von Brühl – verlegt. 1932 übereignete der nun umbenannte Verein für Heimatkunde seine Museumsgüter der Stadt Forst (Lausitz). Am 8. Mai 1932 fand die Eröffnung des neuen Museums im Alten Amt statt. Paul Decker, einer der bekanntesten Botaniker aus Forst, wurde Leiter der vorgeschichtlichen und naturwissenschaftlichen Abteilung, welche im Erdgeschoss untergebracht war. Hermann Standke leitete die kulturgeschichtliche Abteilung. Diese befand sich im ersten Stockwerk und zeigte geschichtliche Erinnerungen der Stadt und der Niederlausitz.

### Zerstörung 1945 und Standortunsicherheit
Während des Zweiten Weltkriegs wurde das Museum zerstört. Dabei gingen große Teile seiner Sammlung verloren. Nach 1945 musste es mehrmals umziehen, wobei die bereitgestellten Räume für ein Museum weitestgehend ungeeignet waren. Vor allem dem Forster Stadtarchivar Ernst Behr und dem Heimatforscher Max Balde sowie ihren Mitstreitern ist es zu verdanken, dass die verbliebenen Museumsgegenstände so gut wie möglich zusammengehalten und nicht verkauft wurden oder der Zerstörung zum Opfer fielen. Die ungeklärte dauerhafte Unterbringung der Objekte führte Anfang der 1960er Jahre zum Beschluss durch den Rat der Stadt, die naturkundliche sowie die kunsthistorische Sammlung dem Museum Schloss Branitz der damaligen Bezirksstadt Cottbus zur Aufbewahrung zu übergeben.

### Neubeginn nach der politischen Wende 1989/90

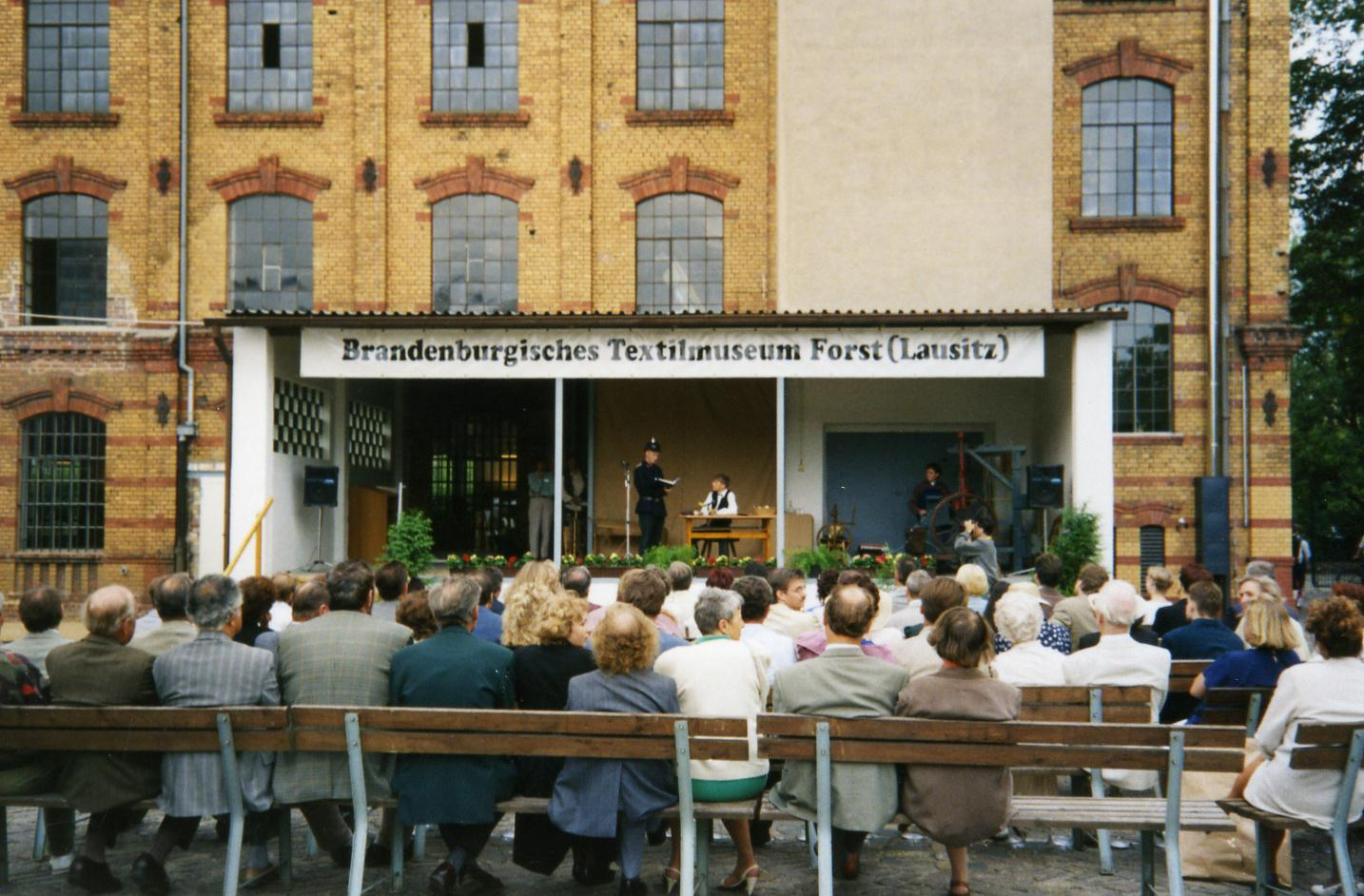
Eröffnung des Brandenburgischen Textilmuseums Forst (Lausitz) am 25. August 1995

Nach der politischen Wende 1989/90 ergriffen Forster Bürger die Initiative, das Museum wiederzubeleben. Der Museumsverein der Stadt Forst (Lausitz) wurde 1991 gegründet. Dieser hatte sich u. a. zum Ziel gesetzt, Objekte der Heimat- und Textilgeschichte zu erforschen, zu dokumentieren, zu präsentieren und zu bewahren, eine würdige Unterbringung und sinnvolle Erweiterung der musealen Sammlungen in Forst sowie deren wissenschaftliche Bearbeitung zu unterstützen. Am 15. März 1991 beschlossen die Forster Stadtverordneten, u. a. auf Initiative des Museumsvereins, ihrer Stadt wieder ein sichtbares Gedächtnis in Form eines Textilmuseums unter Einbindung der stadtgeschichtlichen Sammlung zu verleihen. Zur Errichtung des Museums sollte eine stillgelegte Fabrik genutzt werden. Parallel zur Gebäudesuche begann, zunächst durch zwei ABM-Kräfte der städtischen Museumssammlung, das Sichern von historischer Textiltechnik. Die Zahl der Forster Textilbetriebe in der Region Niederlausitz wie auch an anderen Textilstandorten verringerte sich nach 1991 abrupt. So war die Arbeit der Museumsmitarbeiterinnen und -mitarbeiter oft ein Wettlauf mit der Zeit. Ganze Produktionsstandorte innerhalb der Stadt Forst wurden beräumt und auf wenige Gebäude konzentriert, der Maschinenpark modernisiert. Alte Technik wurde ausgesondert und zum größten Teil verschrottet. Nach zweijähriger Suche und dem erfolgreichen Abschluss der Verhandlungen mit der Treuhandgesellschaft sowie den Alteigentümern, einer Erbengemeinschaft, konnte die Stadt Forst (Lausitz) 1993 das Fabrikgrundstück Sorauer Straße 37 für die Einrichtung des Textilmuseums erwerben. 1995 eröffnete die Stadt Forst (Lausitz) das Brandenburgische Textilmuseum feierlich, zunächst mit einer Tuchmacherschauwerkstatt. 1996 wurde die Trägerschaft an den Museumsverein der Stadt Forst übergeben, der das Museum erfolgreich betrieb. Der Ausbau des ersten Obergeschosses ermöglichte die Schaffung zusätzlicher Flächen für Sonderausstellungen.

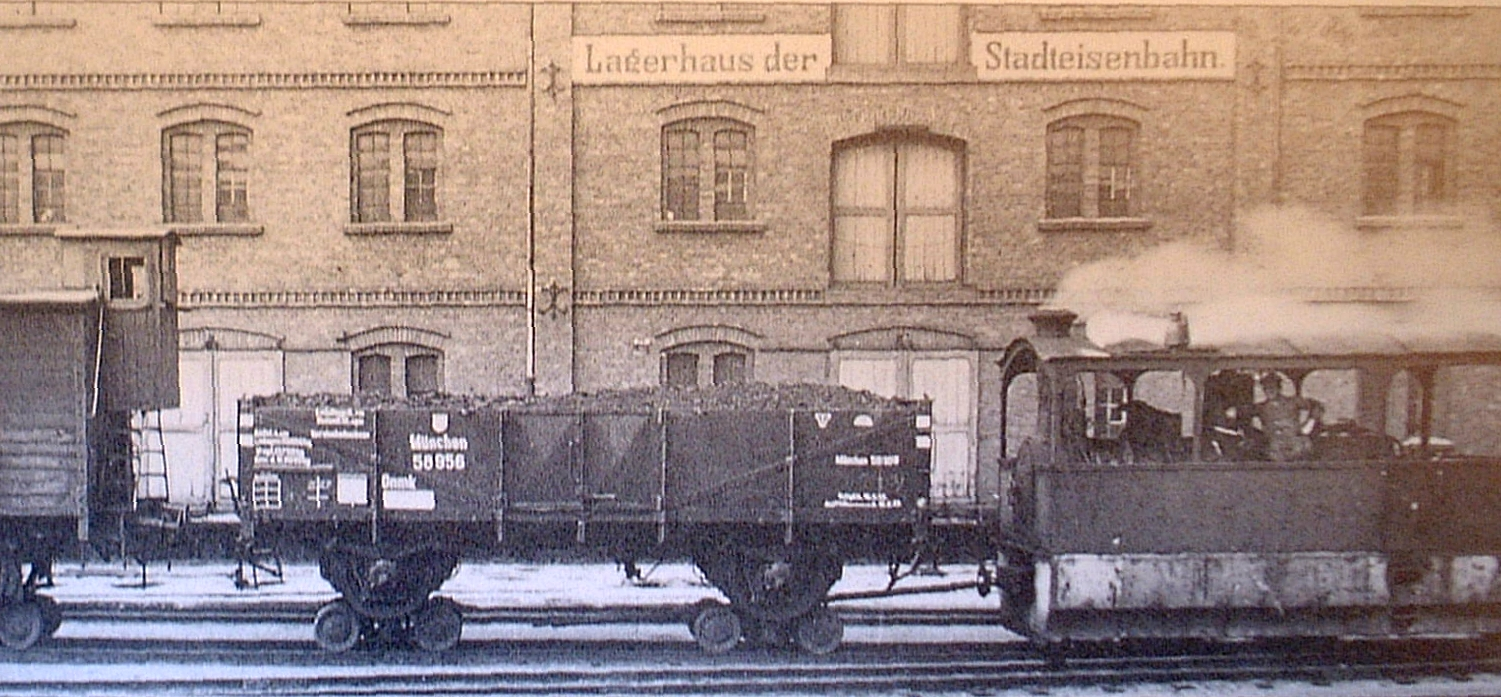
Forster Stadteisenbahn „Schwarze Jule“

Neuen Auftrieb bekam die Frage des Museumsausbaus durch die Rückkehr der letzten Lokomotive der früheren Forster Stadteisenbahn („Schwarze Jule“) als Dauerleihgabe des Verkehrsmuseums Dresden. Diese sollte in Verbindung mit dem Museum eine öffentlich zugängliche Unterbringung bekommen. So erteilten die Forster Stadtverordneten der Verwaltung zu Beginn des Jahres 2016 den Auftrag zur „Erstellung einer Konzeption im Rahmen einer Machbarkeitsstudie für den Gesamtausbau des Brandenburgischen Textilmuseums am Standort Sorauer Straße 37“. Daraus folgte der entscheidende Stadtverordnetenbeschluss vom 9. Dezember 2016, der den Weg zum gegenwärtig stattfindenden Museumsausbau bereitete. Zum 1. Januar 2021 ging die Betriebsführung des Museums wieder an die Stadt Forst (Lausitz), während der Museumsverein weiterhin als Förderverein fungiert. Der aktuelle Fokus liegt auf dem laufenden Museumsausbau, der Integration der „Schwarzen Jule“ und der inhaltlichen Neukonzipierung des gesamten Museums.

#### Schauwerkstatt Textilmuseum Forst (Lausitz): 1995–2021

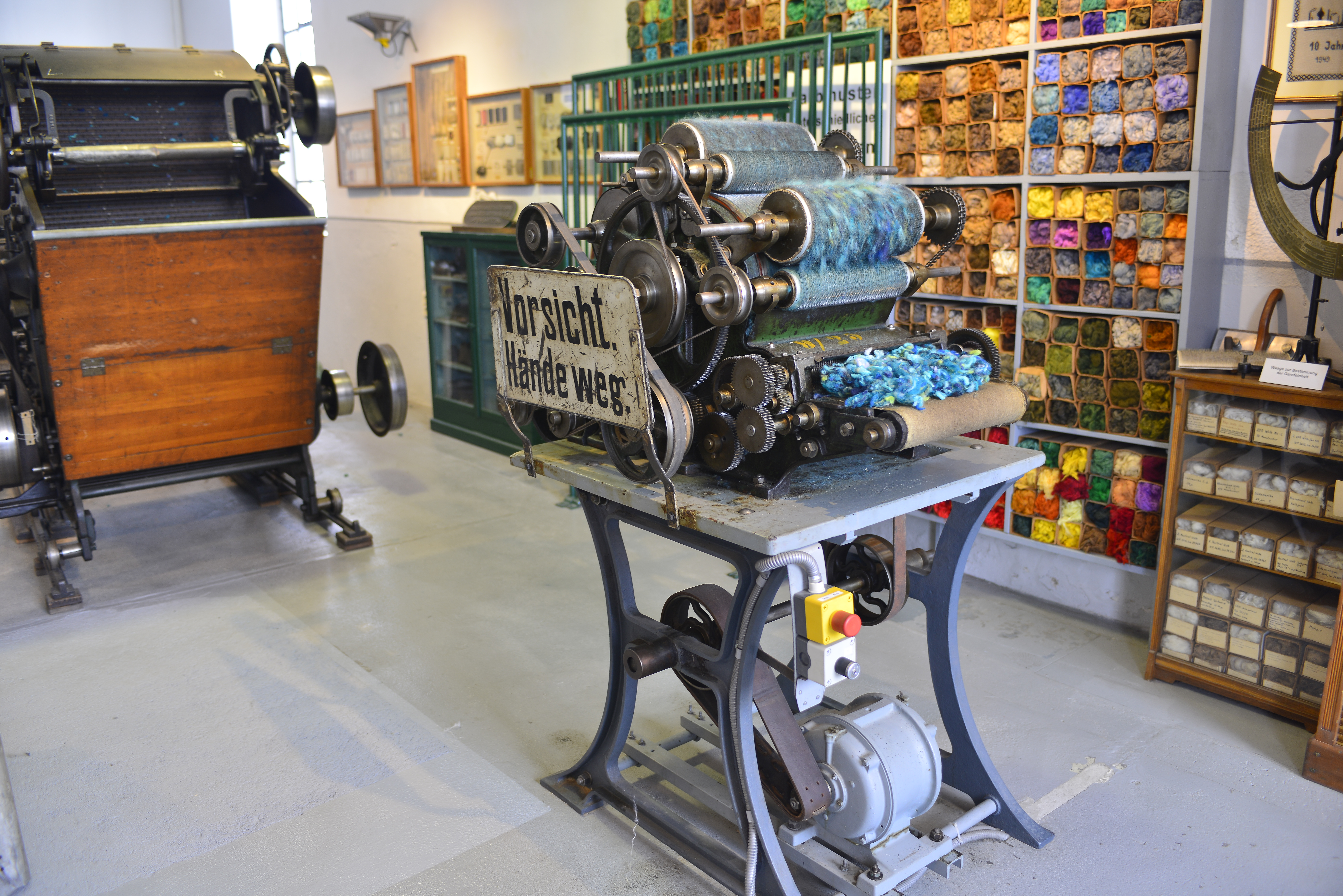
Blick in die Schauwerkstatt: Musterkrempel
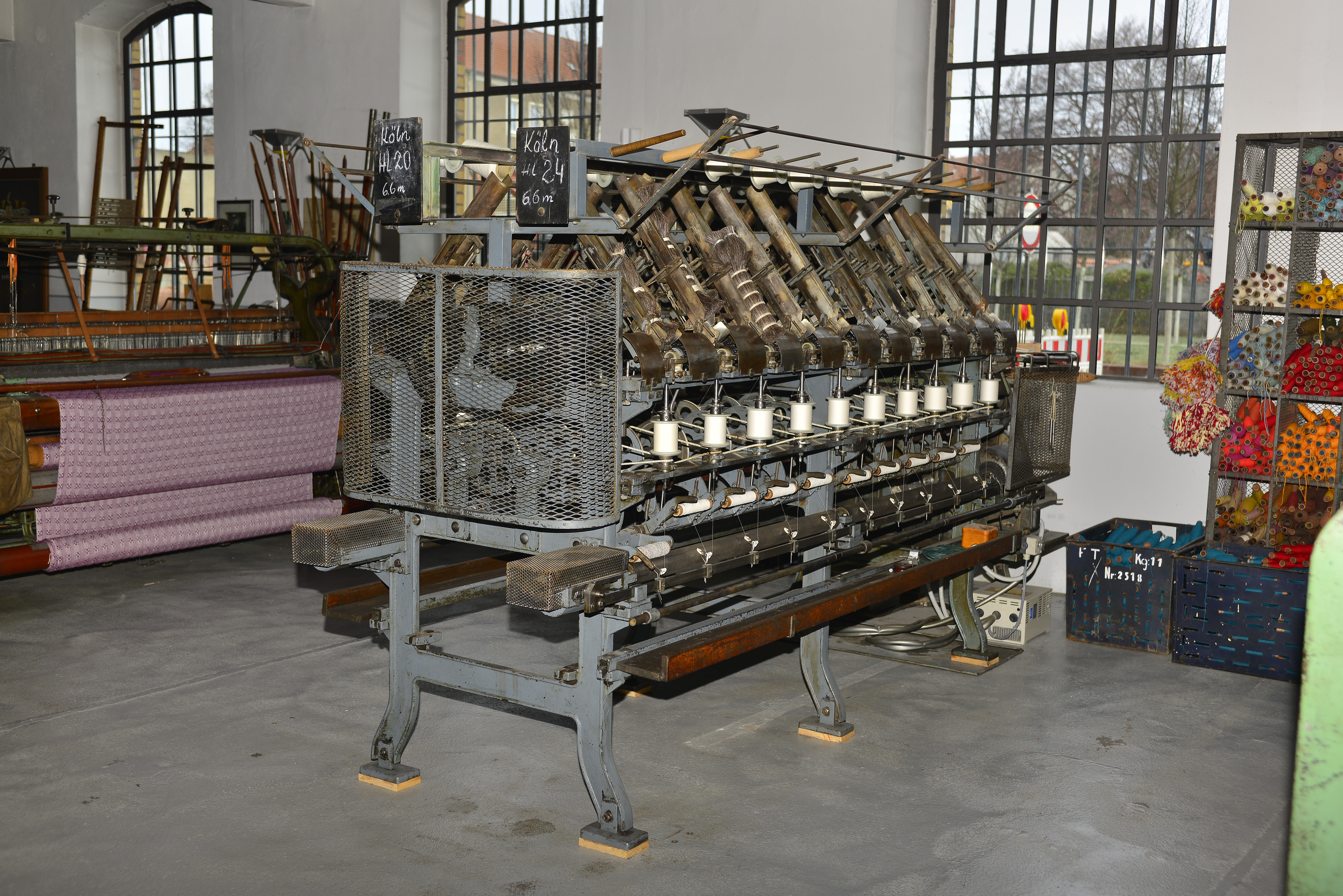
Ein Forster Original: Rossharrzwirnmaschine
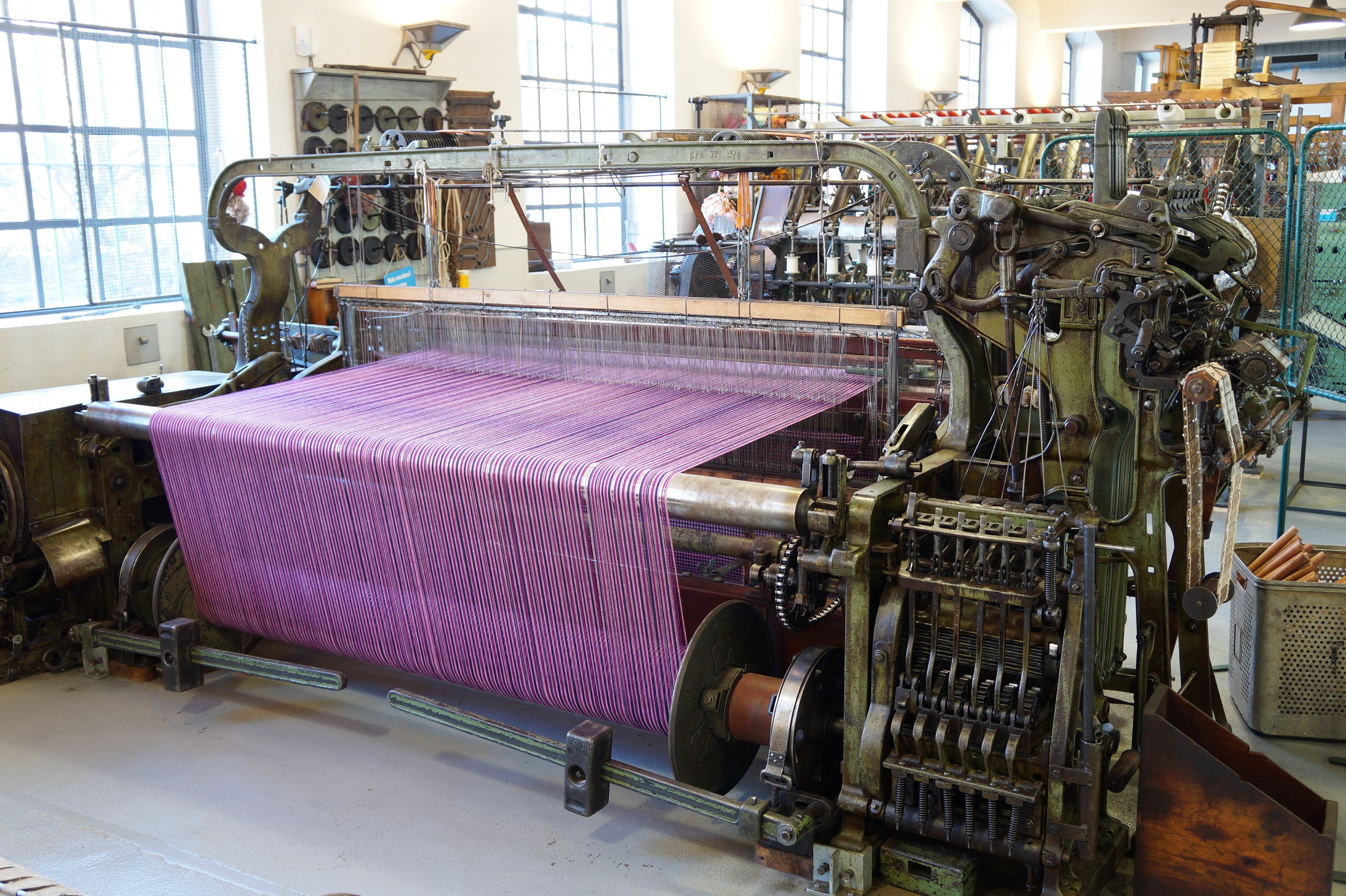
Buckskin-Webstuhl in der Dauerausstellung
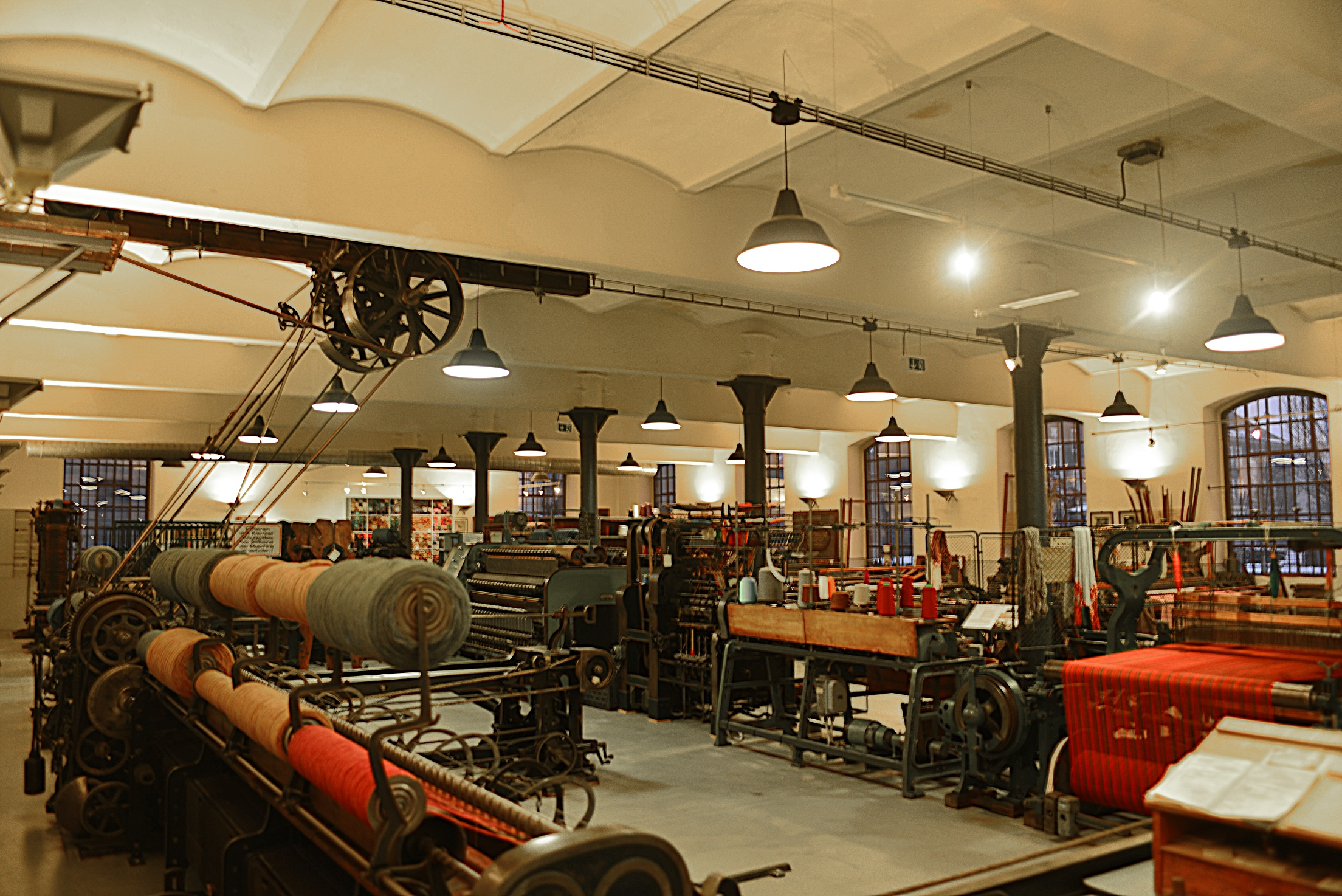
Blick in die Schauwerkstatt
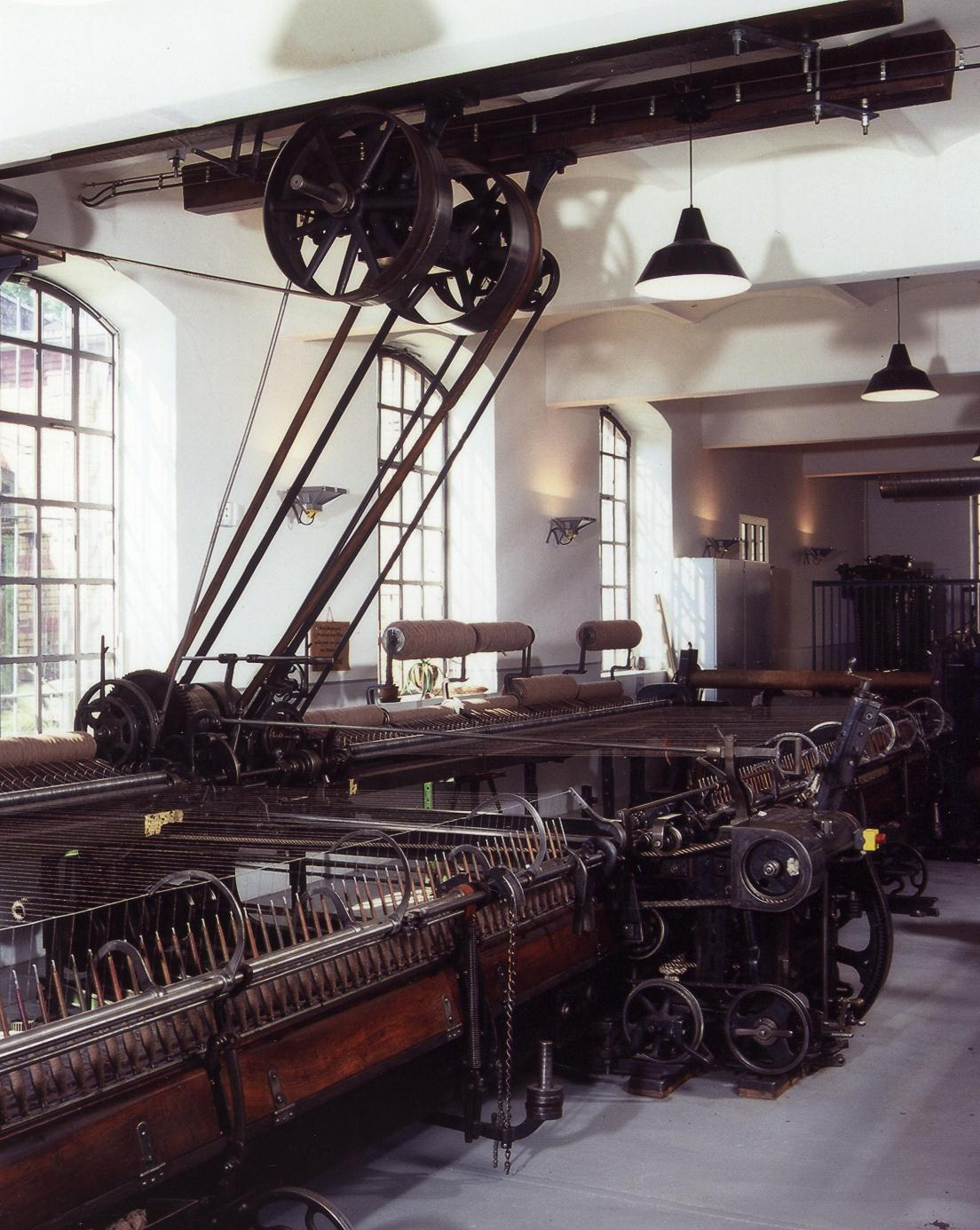
Selfaktor mit Transmission

## Geschichte des Fabrikkomplexes Sorauer Straße 37

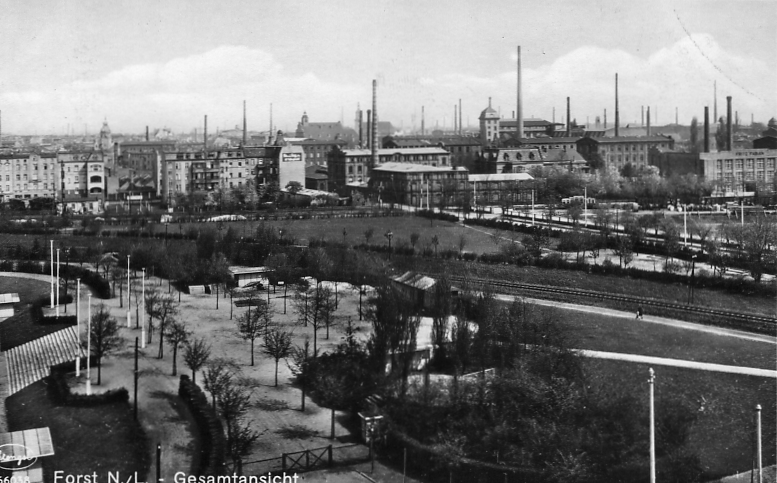
Blick auf Forst (Lausitz) 1934: in der Bildmitte hinter den Bahnschienen sieht man die Tuchfabrik Daniel Noack

Die Geschichte des Hauses in der Sorauer Straße 37 ist eng mit der Tuchfabrik Daniel Noack verbunden, die 1851 gegründet wurde. Sohn Otto Noack übernahm die Firma 1894 und ließ 1895 ein Wohnhaus in der Sorauer Straße 39 errichten. Das Fabrikgebäude an der Sorauer Straße 37 entstand 1896 mit mehreren Erweiterungen. Bis 1935 blieb die Fabrik im Familienbesitz. Nach dem Konkurs erwarb die Firma Buchholz & Klix die Fabrik im selben Jahr. Kriegsbedingt wurden Garagen, Neben- und Lagergebäude stark beschädigt oder zerstört. Das 2. Obergeschoss des Nebengebäudes an der Badestraße wurde nicht wieder aufgebaut. Buchholz & Klix fusionierte 1961 mit der Tuchfabrik C. A. Groeschke KG als Werk III und wurde ab 1969 als Werk II/10 des VEB Forster Tuchfabriken geführt. Nach der politischen Wende gehörte der Fabrikkomplex kurzzeitig zur Forster Tuchfabriken GmbH bevor es 1992 zur Liquidation kam.